# Nectandra dasystyla
Nectandra dasystyla là một loài thực vật thuộc họ Lauraceae. Loài này có ở Bolivia, Peru, và có thể cả Ecuador.